# حملة شمال غرب سوريا (أكتوبر 2017–فبراير 2018)
كانت حملة شمال غرب سوريا (أكتوبر 2017–فبراير 2018) عملية عسكرية واسعة النطاق بدأت بهجوم أجرته قوات داعش على المناطق التي تسيطر عليها هتش في شمال محافظة حماة. وبعد ذلك، بدأت القوات المسلحة السورية هجومها ضد هتش وجماعات متمردة أخرى في المنطقة. جرت الحملة عند تقاطع محافظات حماة، وإدلب، وحلب.

## الهجوم

### تقدم داعش والجيش

خريطة تبين الاشتباكات الأولى بين داعش وهتش

في 9 أكتوبر، هاجم داعش، هتش في ريف حماة الشمالي الشرقي بالقرب من الحدود الإدارية لمحافظة إدلب. زعم أن أعضاء داعش الذين هاجموا هتش تسللوا إلى شمال حماة من المنطقة شرق سلمية حيث كانوا محاصرين من قبل الجيش السوري. أحد نشطاء المعارضة اتهم قوات الحكومة السورية بفتح ثغرة يبلغ طولها 13 كيلومترا لمقاتلي داعش لدخول أراضي هتش. استولت داعش على أكثر من 12 قرى، بما فيها الرهجان، قبل شن هتش هجوما مضادا وتستعيد خمس قرى. خلال الأسبوعين القادمين، استمر القتال، مع تمكن هتش من استرداد 11 قرية أخرى، بما فيها الرهجان.
اعتبارا من 22 أكتوبر، قامت القوات الحكومية بضربات جوية كثيفة ضد مواقع هتش في المنطقة وفي 24 أكتوبر، بدأت هجوما بريا من اتجاه إثريا. الجيش السوري قد استفاد من القتال بين هتش وداعش، فقام بسرعة بالاستيلاء على عدة مناطق من داعش. الهدف النهائي لهجوم الحكومة هو إما قاعدة أبو الظهور الجوية العسكرية الخاضعة لسيطرة المتمردين في الجزء الشرقي من محافظة إدلب أو لمجرد إبعاد هتش عن ذلك الجزء من ريف حماة إلى إدلب. وفي نفس اليوم الذي بدأ فيه الجيش هجوما بريا، صدت محاولة لداعش التسلل ضد خطوط هتش. في حين كان هجوم الجيش يتطور، تواصلت الاشتباكات بين هتش وداعش، بينما أفادت الأنباء أن القتال بين الجيش وداعش اوقف اعتبارا من 26 أكتوبر. في 28 أكتوبر أكثر من 350 من الهجمات الجوية اجريت وتمكن الجيش من استيلاء على ما بين ستة وعشر قرى من هتش وداعش على حد سواء، مع اقتصار داعش على خمس قرى فقط. أثناء الليل بين 27 و28 أكتوبر، اقترب عناصر الفرقة الثالثة والرابعة من الجيش السورى من الرهجان.
في 30 أكتوبر، كانت معارك عنيفة تدور مع محاولة كل من الجيش السورى وداعش إحراز تقدم ضد هتش، بينما كانت هتش تحاول التقدم الإثنين الآخرين. بين 31 أكتوبر و1 نوفمبر، استولى الجيش على ما بين خمسة وسبعة قرى من هتش. في هذه الأثناء أفيد باستيلاء هتش على قريتين من داعش، مما اضطر داعش إلى التراجع إلى بقية القرى الثلاث في المنطقة.
في 2 نوفمبر، شن الجيش هجوما على محور آخر، حيث هاجم واستولى على أربع قرى منها الرشادية معقل المتمردين في ريف حلب الجنوبي. لكن، في اليوم التالي، شنت هتش هجوم مضاد، واستعادت الأراضي التي خسروها، بما فيها الرشادية.
في 3 نوفمبر، اقتحم الحرس الجمهوري ودرع القلمون قرية الشاكوشية التي تسيطر عليها هتش، وفي النهاية تم الاستيلاء عليها بعد ساعات من القتال، على الرغم من أنهم تكبدوا خسائر فادحة، حيث استخدمت هتش والفرقة الوسطى التابعة للجيش الحر الصواريخ المضادة للدبابات ونيران المدفعية. الاستيلاء على القرية جلب الجيش السوري إلى الضواحي الشرقية للرهجان. بين 4 و7 نوفمبر، أفيد باستيلاء القوات الحكومية على خمسة قرى. في 8 نوفمبر، استولت هتش على تلة تطل على القرى الثلاث المتبقية التي تخضع لداعش.
في 13 نوفمبر، فتحت القوات الحكومية محور جديد قبل الاستيلاء على تسع قرى في غضون اليومين المقبلين. وفي الوقت نفسه فإن ما بين 14 و16 نوفمبر، قرية سرحة تغيرت السيطرة عليها ثلاث مرات قبل وقوعها تحت سيطرة الجيش. إن الجيش استولى أيضا على قرية قصر علي.

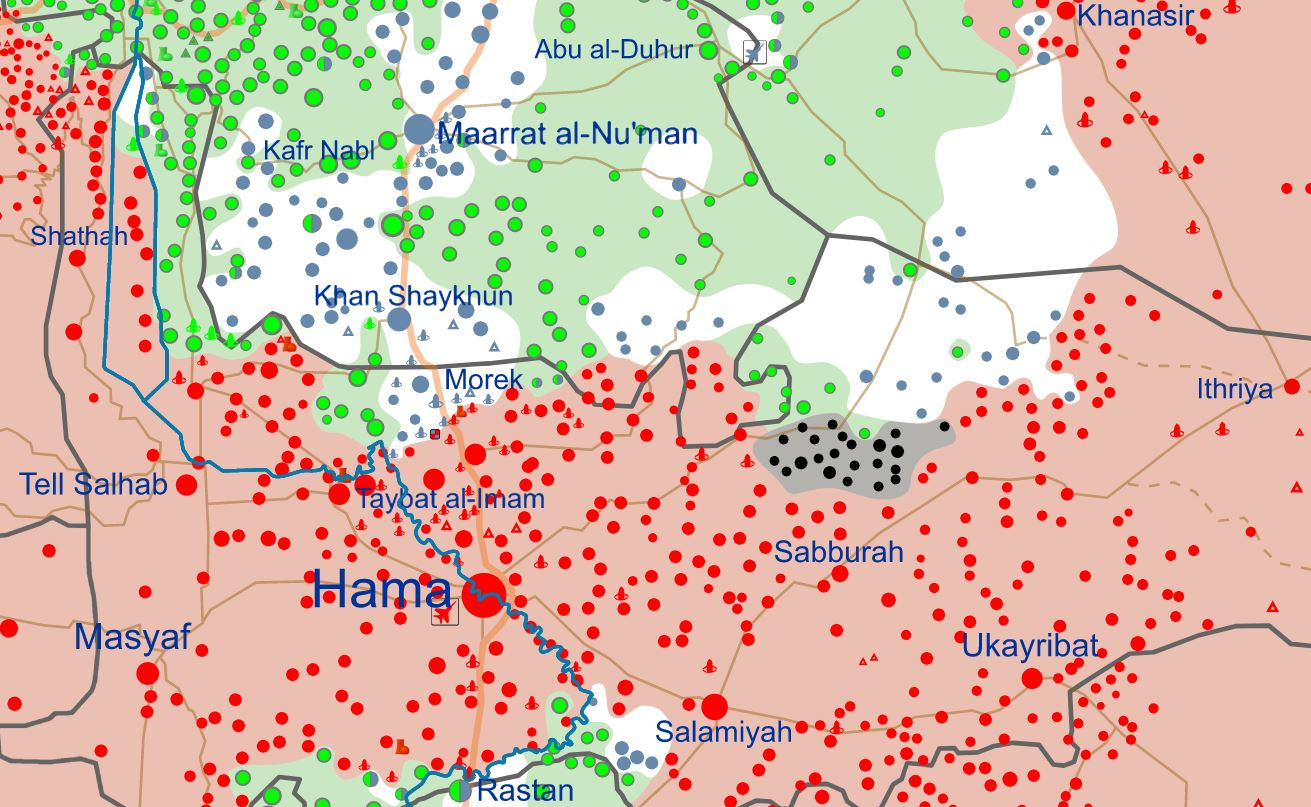
خريطة الوضع العسكرى في حماة وجنوب محافظة إدلب بتاريخ 24 نوفمبر: المناطق التي تسيطر عليها الحكومة (أحمر)، داعش (أسود)، هتش (أبيض رمادي) وغيرها من قوى المعارضة السورية (أخضر).

في 21 نوفمبر، تحت غطاء الطقس السئ هاجمت قوات داعش من جيبها الصغير مواقع هتش وتمكنت من الاستيلاء على أربع قرى. في نفس الوقت، فجر انتحاري بسيارة ملغومة نفسه في الرهجان. واصلت داعش التقدم اليوم التالي، واستولى على تسعة قرى أخرى. في هذه الاثناء شن الجيش المرحلة النهائية للهجوم، متقدما إلى مواقع على بعد عدة مئات من الأمتار من الرهجان. وفي الوقت نفسه، هاجم الجيش واستولى على قرية وتل مجاور في ريف حلب الجنوبي. من هذه النقطة، استولى الجيش على 29 قرية في ريف حماة خلال الهجوم.
في 24 نوفمبر، استمر تقدم داعش مع الاستيلاء على خمسة من القرى الأخرى من هتش. وبعد أربعة أيام، أعاد هجوم مضاد شنته هتش الاستيلاء على قريتين من داعش. وفي الوقت نفسه بعد 28 يوما من قتال التقدم والتراجع، استولى الجيش على قمة تل استراتيجي في ريف حلب الجنوبي التي تؤدى إلى الاستيلاء على بلدة الرشادية القريبة. ثم قام الجيش بالخروج من الرشادية، فاستولى على أربعة قرى مجاورة من المتمردين وتقدم للوصول إلى مسافة 20 كيلومترا من قاعدة أبو الظهور الجوية. القوات الحكومية أحرزت أيضا تقدما إضافيا في ريف حماة. استولى هجوم مضاد لاحق للمتمردين على قريتين في ريف حلب، وعلى الرغم من أنه افيد فيما بعد أن الجيش استولى مرة أخرى على أحدهما وكان يقاتل من أجل الثانية.
في الفترة الواقعة بين 3 و5 ديسمبر، قام الجيش بثلاث محاولات للاستيلاء على الرهجان كل مرة تمكنه من الدخول إلى البلدة قبل أن يتم صده.

### الاندفاع نحو جنوب شرق إدلب
سلاح الجو السوري يقصف قرية يسيطر عليها المتمردون في محافظة إدلب.
في الوقت نفسه، في 3 ديسمبر، قرر الجيش السورى الالتفاف على قرية بليل المحصنة التي تسيطر عليها هتش، ليتقدم بدلا من ذلك إلى الشرق منها، مما ادى إلى السيطرة على ثلاث قرى في جنوب شرق محافظة ادلب، وبالتالي يحيط ببليل من الجنوب الغربى والشمال الشرقي. وفي الوقت نفسه، في 5 ديسمبر، بدأت داعش تقدم جديد ضد المتمردين، ليصل إلى مسافة 10 كم من الحدود الادارية في محافظة ادلب ويسيطر على ثماني قرى في اليوم التالي. وصلت داعش اخيرا محافظة ادلب، وذلك في 9 ديسمبر واجتاحت ثلاث قرى وقمة تل دون مقاومة تذكر. في 10 ديسمبر، تمكن المتمردون من دحر داعش من ادلب. في غضون ذلك، حققت قوات الحكومة بعض التقدم الملحوظ في محافظة إدلب، حيث استولت على ستة قرى بين 9 و10 ديسمبر. بعد ثلاثة أيام من القتال الضاري، سيطر مقاتلو داعش على قرية رسم الحمام من هتش في 12 ديسمبر. هذه المرحلة من القتال شهدت تشريدا كبيرا للمدنيين; افادت مفوضية الامم المتحدة لشؤون اللاجئين في 4 يناير أن أكثر من 60 الف شخص قد فروا من منازلهم في حماة وإدلب بين 1 نوفمبر و24 ديسمبر.

### القتال في جنوب غرب حلب
بحلول منتصف ديسمبر، الكثير من الاشتباكات انتقلت إلى جنوب غرب حلب مع استيلاء الجيش السورى على أربع قرى وعلى تلتين في الفترة ما بين 14 و19 ديسمبر. صدت محاولة الجيش للاستيلاء على قرية الرملة (في الريف الجنوبي الشرقي لمحافظة حلب، وفقا لما ذكرته التقارير)، مع تطويق هتش للقوات الحكومية تقريبا. لقي ستة أشخاص مصرعهم وأسر 8.

### توغل الجيش باتجاه أبو الظهور
خريطة تقدم الجيش السوري وداعش ضد هتش حتى 24 ديسمبر
بدأ هجوم متجدد من جانب القوات الموالية للحكومة في ديسمبر، هدفه الرئيسي قاعدة أبو الظهور الجوية التي يسيطر عليها المتمردون على الحافة الجنوبية الشرقية لإدلب وتأمين الطريق الذي يربط بين دمشق وحلب. وفقا لما نقلته وكالة رويترز، فإن القوات الحكومية تساعدها في الهجوم الميليشيات المدعومة من إيران وحزب الله. سيطرت الحكومة وحلفائها على قرية الرويضة في إدلب يوم 19 ديسمبر، وقامت بشن غارات جوية على منطقة سكنية في بلدة معر شورين 40 كم إلى الشمال الغربى في 20 ديسمبر مما أدى إلى مقتل 18 مدنيا من بينهم 10 أطفال.
خمسة قرى استردتها هتش من داعش خلال هجوم مضاد في 20 ديسمبر، بما في ذلك رسم الحمام، ولكن بعدها بقليل استولى داعش على رسم الحمام مرة أخرى. خلال 26 ديسمبر، استولى الجيش السورى على كتيبة دفاع جوي (زور السوس) وقمة التل تل الأسود. في اليوم نفسه، أسقطت هتش اسقطت طائرة إل-39 ألباتروس تابعة للقوات الجوية العربية السورية باستخدام قذائف من طراز ستريلا-2، حيث أسروا الطيار وبعدها أعدموه.
أبلغ عن وقوع ضربات جوية روسية مكثفة في 28-29 ديسمبر، إلى جانب معارك عنيفة تركزت في قرية أبو دالي الرئيسية في جنوب إدلب. أبلغ الجيش السورى عن إنجاز ضد قوات المتمردين في 28 ديسمبر، حيث استولى على ثلاثة قرى منها المشيرفة، وفي وقت لاحق اليوم دخل أبو دالي التي تركها مقاتلو المتمردين. في 29 ديسمبر، تم الاستيلاء على الحمدانية جنوب غربى أبو دالي، من قبل الجيش السورى بقيادة قوات النمر. بعد فشل محاولتين، عطشان، وهي معقل للمتمردين به تحصينات متعددة، تم الاستيلاء عليها في 30 ديسمبر على يد قوات النمر. بعد ذلك، بالاشتراك مع جنود الفرقة الرابعة للمشاة، سيطروا على قرى أبو عمر، السلومية والجدوعية.
أم الخلاخيل، نيحا، حوا، أرض الزرزور، مشرفة الجوعان، الدريبية، أم صهريج كانوا من بين عشرات المستوطنات التي استولى عليها الجيش السورى في الفترة بين 1 و3 يناير. وشهدت الفترة أيضا ما وصفه عامل إغاثة بأنه هجوم «منهجي» على المستشفيات في المنطقة من قبل القوات الموالية للحكومة، مع ضرب ثمانية بين نهاية ديسمبر وبداية يناير، بما في ذلك مستشفى الأمومة الكبير بمعرة النعمان، مما اسفر عن مصرع خمسة اشخاص بمن فيهم رضيع واصابة العشرات، وفقا لما ذكرته منظمات غير حكومية بما في ذلك الجمعية الطبية السورية الأمريكية واتحاد منظمات الإغاثة والرعاية الطبية
مدفعية المتمردين تقصف القوات الحكومية التي تسيطر على قرية الخوين في محافظة إدلب.
في صباح يوم 4 يناير، تم الاستيلاء على 4 قرى في إدلب. وقد تم الاستيلاء على 14 مستوطنة أخرى من قبل الجيش السورى في 5 يناير بعد الاشتباكات مع مقاتلى تحرير الشام وجيش العزة. في اليوم ذاته، استولى مسلحو داعش على قريتين من الجماعات المتمردة الأخرى. استولي على قرى الناصرية، لويبدة شرقي ولويبدة شمالية من قبل الجيش السوري أثناء مداهمة ليلية مستمرة في الساعات الأولى من يوم 6 يناير. في 6 يناير أيضا، تم الاستيلاء على ثلاث مستوطنات ريفية، بما في ذلك الشيخ بركة، نجمت عن وصول الجيش السورى إلى مشارف سنجار بلدة تقاطع الطرق الرئيسية. وتم الستيلاء على قريتين كذلك بعد الظهر. وفي صبيحة 7 يناير، اتخذت ثلاثة قرى اضافية. العديد من المواقع أخذها الجيش السوري على مدار اليوم، بما في ذلك سنجار نفسها. في نفس اليوم، استهدف هجوم بالقذائف الصاروخية قافلة عسكرية تركية في ادلب، وسقطت القذيفة 20-30 متر عن القافلة في منطقة دارة عزة. في 8 يناير، سيطر الجيش السورى على 14 قرية، وأسفرت عشرات من الضربات الجوية التي ابلغت عنها دفاع إدلب المدني إلى سقوط ما لا يقل عن 14 قتيلا. في 9 يناير، استولى الجيش السورى على 15 بلدة وقرية بما في ذلك الرهجان. في 10 يناير، استولى الجيش السورى على 25 بلدة وقرية بما في ذلك تل سلمو، زفر الصغير، زفر الكبير ورسم عابد في محافظة ادلب ليصل في ضواحي قاعدة أبو الظهور الجوية العسكرية. ضمن محافظة حماة، تم الاستيلاء على أم ميال آخر معاقل هتش. ترك ذلك المنطقة التي تسيطر عليها هتش في الريف حيث تحد منطقة حماة محافظتي إدلب وحماة في شبه عزلة تامة عن أكبر منطقة للمتمردين المتركزة في إدلب، كما لا تزال تحت ضغط من جيب داعش المتبقي على حافتها الغربية.
في 11 يناير، أعلن المتمردون من غير هتش، جيش العزة التابع للجيش الحر، جيش النصر، جيش إدلب الحر، وجيش النخبة، عن تشكيل غرفة عمليات مشتركة جديدة وهجوم جديد في شمال شرق حماة وجنوب إدلب، لمهاجمة المناطق المستولى عليها مؤخرا من جانب حكومة في جنوب إدلب من الغرب. أفاد حزب الله ان الجيش وحلفاؤه يصدون هجوم عنيفا" من قبل المتمردين. أفاد المتمردين لرويترز أنهم استولوا على حوالى 15 قرية وألقوا القبض على 60 مقاتلا حكوميا، بينما أفاد المرصد السوري أن المتمردين استعادوا 9 قرى ومزرعتين من الجيش السورى. مقاتلي الجيش الحر أفيد بتزويدهم حديثا بمدرعات تركية. ولكن في وقت لاحق اليوم، استعاد الجيش السورى كل المناطق التي فقدت، باستثناء ثلاث قرى. كما أمكن استعادت تلك في اليوم التالي. في نفس اليوم استولى الجيش السورى على ثلاث قرى شرق قاعدة أبو الظهور الجوية. بحلول 14 يناير 2018، استولى الجيش السورى على 115 قرية بعد تقدمه عبر الريف الجنوبى حلب تجاه أبو الظهور الجوية ولم يتبق سوى إحدى القرى التي تفصلهم عن قواتهما في الريف الشرقى لإدلب.
وشهدت هذه الفترة من القتال استمرار تشريد السكان المدنيين في ادلب. وحسب وكالات المعونة، وصل أكثر من 80,000 إلى مخيمات في الاسبوع الاخير من ديسمبر والاسبوع الأول من يناير - مع ابلاغ الأمم المتحدة بارتفاغ عدد المشردين إلى 100,000 في الاسبوع الثانى من يناير - في حين ضبطت قوات الأمن التركية عددا قياسيا من قرابة 10,000 كانوا يحاولون عبور الحدود في الايام العشرة الاخيرة من ديسمبر.
بدعم من مجموعة من الاسلحة الثقيلة، تحرير الشام والحزب الإسلامي التركستاني شنوا هجوما كبيرا ضد قوات الأمن في 14 يناير، مما ادى إلى الاستيلاء على 5 قرى طوال اليوم. عطشان استعادها الجيش السورى في 15 يناير، مع استعادة أبو عمر وحوا في في وقت سابق. اجرت قوات النمر غارة ليلية في الساعات الأولى من 16 يناير في قرية تل مرق، أم الخلاخيل، الزرزور، والخوين؛ وتبع ذلك اشتباكات عنيفة قريبا، وقال الجيش السورى ان جنود في الخوين تعرضوا لهجوم بغاز الكلور مما اضطرهم للحصول على الرعاية الطبية. في اليوم نفسه، قال الجيش السوري أنه اكتسب السيطرة النارية جزئيا من الشمال على قاعدة أبو ضهور الجوية بعد الاستيلاء على 3 مستوطنات وتل. في هذه الاثناء استولى الجيش السورى على 5 قرى في الريف الجنوبي الغربي لحلب، مما ادى إلى إحاطة قاعدة أبو الظهور الجوية من جانبين حيث اقترب من محاصرتها.